# Diario segreto di Pasolini
Diario segreto di Pasolini è una graphic novel scritta e disegnata da Gianluca Costantini in collaborazione con Elettra Stamboulis e pubblicata da Edizioni BeccoGiallo nel 2015. Basandosi sulle opere, gli scritti e le interviste di Pier Paolo Pasolini, i due autori realizzano una autobiografia immaginaria in forma di diario, quindi come se l'avesse redatto lo scrittore stesso durante il periodo della sua infanzia, dalla nascita alla morte del fratello Guido, un partigiano ucciso nell'eccidio di Porzûs.